# Test Q de Ljung-Box
Le Test Q de Ljung-Box ou Test de Ljung-Box est un test statistique qui teste l'auto-corrélation d'ordre supérieur à 1. Il s'agit d'un test asymptotique qui n'a donc qu'une puissance très faible dans le cadre de petits échantillons.

## Hypothèses du test
L'hypothèse nulle (H0) stipule qu'il n'y a pas auto-corrélation des erreurs d'ordre 1 à r. L'hypothèse de recherche (H1) stipule qu'il y a auto-corrélation des erreurs d'ordre 1 à r.

## Autre tests d'autocorrélation

### Tests d'auto-corrélation d'ordre un classiques
- Test de Durbin-Watson
- Test de Durbin

### Test asymptotique d'auto-corrélation d'ordre un
- Test de Breusch-Godfrey

### Tests d'auto-corrélation d'ordre supérieur à un
- Test de Box-Pierce